# (13077) Edschneider
(13077) Edschneider est un astéroïde de la ceinture principale.

## Description
(13077) Edschneider est un astéroïde de la ceinture principale. Il fut découvert le 4 novembre 1991 à Kitt Peak par le projet Spacewatch. Il présente une orbite caractérisée par un demi-grand axe de 2,41 UA, une excentricité de 0,10 et une inclinaison de 4,1° par rapport à l'écliptique.

## Compléments